# Grzegorz Mędrzejewski
Grzegorz Mędrzejewski – polski dziennikarz i prezenter sportowy.
Absolwent Uniwersytetu Warszawskiego na wydziale dziennikarstwa. Swój debiut dziennikarski zaliczył w informacyjnej stacji radiowej Inforadio. Od 1999 roku prezentował i przygotowywał materiały sportowe w redakcji sportowej TVN i TVN24. W 2006 roku przeszedł wraz z Maciejem Jabłońskim do stacji TVP Sport, gdzie rozpoczął prowadzenie magazynów sportowych na tymże kanale. Był znany z prowadzenia Sportowego Wieczoru programu informacyjno-publicystycznego emitowanego na antenach TVP Sport i TVP Info. Podczas Igrzysk Olimpijskich w Pekinie był gospodarzem studia olimpijskiego. Jest kibicem klubu piłkarskiego AS Roma. Po 5-letniej przerwie, a więc od końca 2017 roku jest szefem redakcji informacji i publicystyki TVP Sport.
Publikował także swoje felietony dla jedynej polskiej strony poświęconej Romie - asroma.pl. Jest polskim komentatorem tenisa w TVP Sport HD.